# Saint-Pierre-la-Rivière
Saint-Pierre-la-Rivière – miejscowość i dawna gmina we Francji, w regionie Normandia, w departamencie Orne. W 2013 roku populacja gminy wynosiła 172 mieszkańców. 
W dniu 1 stycznia 2017 roku z połączenia 14 ówczesnych gmin – Aubry-en-Exmes, Avernes-sous-Exmes, Le Bourg-Saint-Léonard, Chambois, La Cochère, Courménil, Exmes, Fel, Omméel, Saint-Pierre-la-Rivière, Silly-en-Gouffern, Survie, Urou-et-Crennes oraz Villebadin – utworzono nową gminę Gouffern-en-Auge. Siedzibą gminy została miejscowość Silly-en-Gouffern. 